# Scleria scrobiculata
Scleria scrobiculata är en halvgräsart som beskrevs av Christian Gottfried Daniel Nees von Esenbeck och Franz Julius Ferdinand Meyen. Scleria scrobiculata ingår i släktet Scleria och familjen halvgräs.

## Underarter
Arten delas in i följande underarter:
- S. s. discocarpa
- S. s. scrobiculata